# Los Silos
Los Silos ist eine Stadt auf der Kanareninsel Teneriffa mit 4.705 Einwohnern (Stand: 2024). Nachbargemeinden sind Garachico im Osten, El Tanque im Südosten, Santiago del Teide im Süden und Buenavista del Norte im Westen.
Die Gemeinde Los Silos hat eine Ausdehnung von 24,23 km² auf einer durchschnittlichen Höhe von 90 Metern über dem Meeresspiegel.

## Geschichte
Der Name wurde 1509 erstmals erwähnt, heißt wörtlich übersetzt „die Getreidespeicher“ und geht auf die besondere Bedeutung des Ortes für den lokalen Getreideanbau zurück. Namensgeber war der Portugiese Gonzalo Yanes, der hier als Landbesitzer und Pächter der Zuckerrohrfabrik an der Küste u. a. Handelsbeziehungen mit Großbritannien unterhielt. Heute leben die Einwohner vor allem vom Bananenanbau und nicht zuletzt auch vom Tourismus, der den beschaulichen Charakter des ruhigen Küstenortes jedoch nicht beeinträchtigt. Schutzpatronin von Los Silos ist die Virgen de la Luz (Jungfrau des Lichts), deren Festtag am 7. September traditionell mit Prozession und Feuerwerk begangen wird.

## Pfarrkirche Nuestra Señora de la Luz

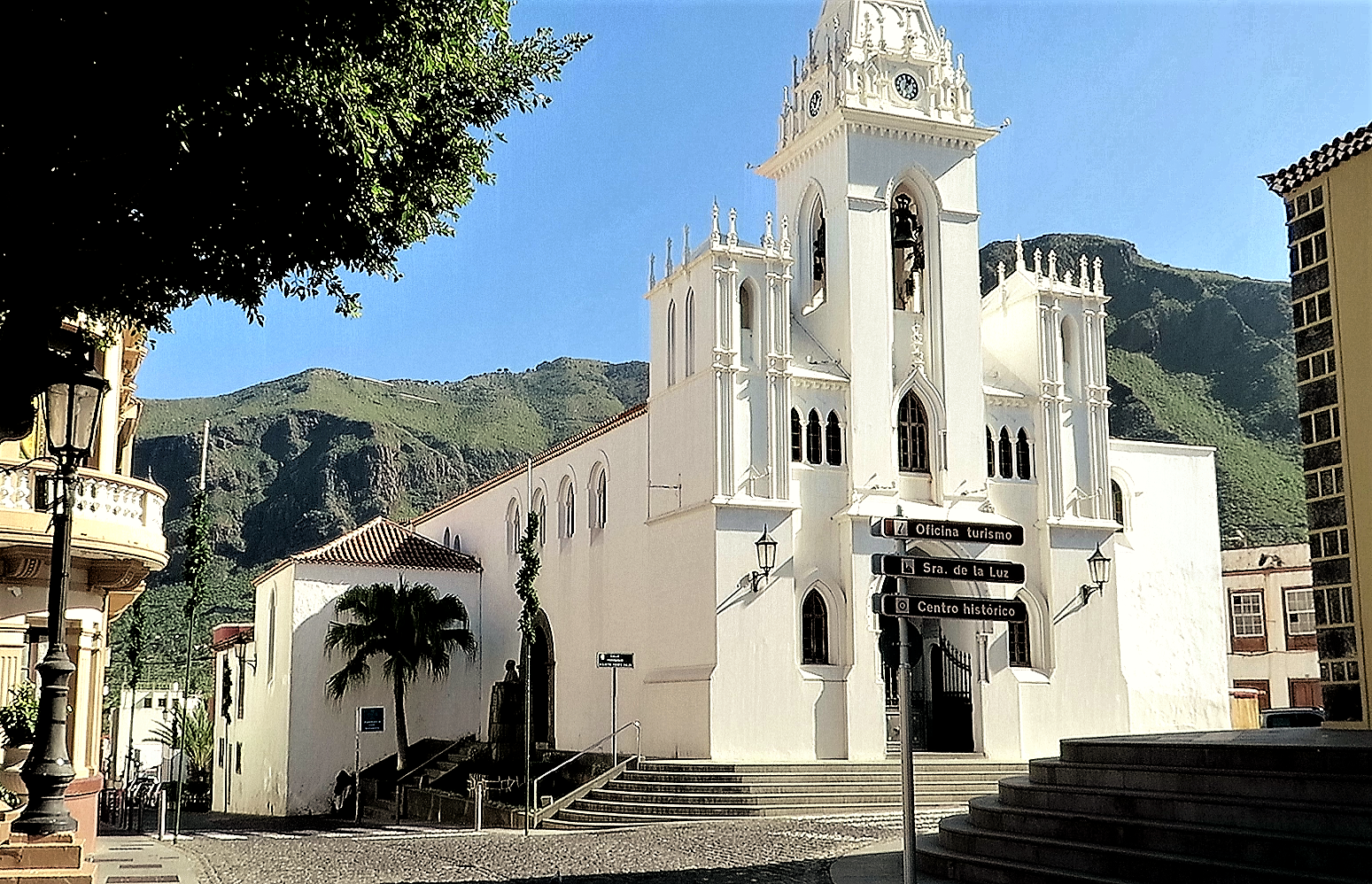
Pfarrkirche Nuestra Señora de la Luz

Der erste Bau der Kirche Nuestra Señora de la Luz wurde 1570 fertiggestellt. Er bestand aus einem Schiff und dem Hauptaltar. Im Jahr 1605 wurde die Kirche um einen Chorraum erweitert und zur Pfarrkirche erklärt. Die Seitenkapellen und der neue Hauptaltarraum wurden in der ersten Hälfte des 17. Jahrhunderts gebaut. Auch im 18. Jahrhundert wurden Erweiterungen hinzugefügt. In den 1920er Jahren renovierte der Architekt Mariano Estanga y Arias Girón die Decke des Schiffs, die Fenster und die Fassade, der er einen Turm hinzufügte. Von der alten Außenansicht blieb nur das Seitenportal erhalten. Der Stil der Fassade der Kirche ist heute eine Mischung zwischen Neugotik und Neuromantik. Für die Renovierungen wurde ausschließlich Stahlbeton verwendet.

## Einwohner

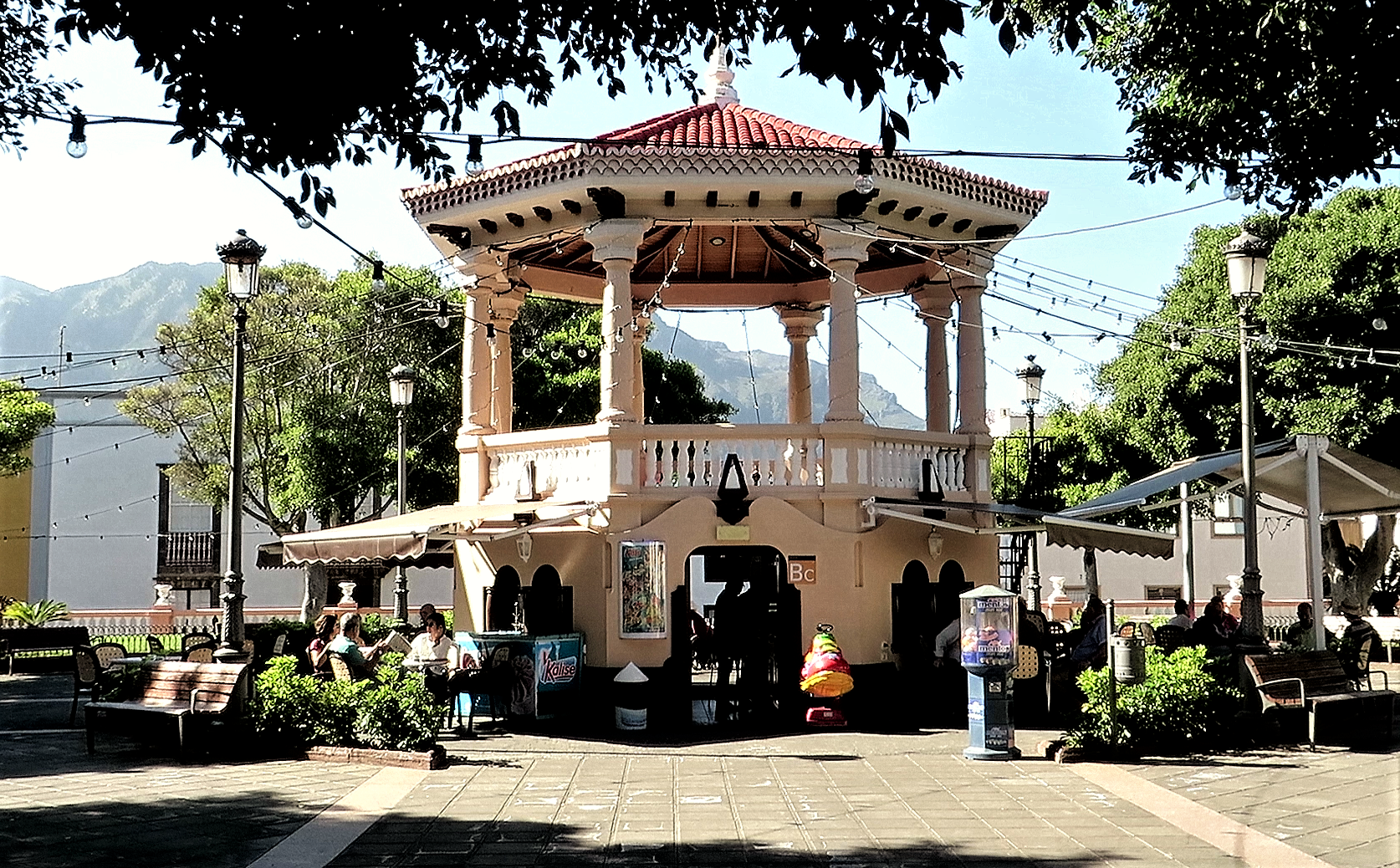
Mittelpunkt von Los Silos unweit der Pfarrkirche

| Jahr | Einw. |
| ---- | ----- |
| 1900 | 1.430 |
| 1920 | 2.178 |
| 1940 | 4.334 |
| 1960 | 5.275 |
| 1990 | 5.623 |
| 1990 | 5.623 |
| 1991 | 5.277 |
| 1996 | 5.257 |
| 2000 | 5.066 |
| 2003 | 5.545 |
| 2005 | 5.497 |
| 2010 | 5.246 |
| 2014 | 4.727 |
| 2017 | 4.848 |